# 武仙座54
武仙座54，又名BD+18 3266，HD 152879、SAO 102476、HR 6293，是武仙座的一颗恒星，视星等为5.35，位于銀經37.86，銀緯33.62，其B1900.0坐标为赤經16h 50m 58.4s，赤緯+18° 33.62′ 35″。